# Bazylika św. Tomasza Apostoła w Nowym Mieście Lubawskim
Bazylika św. Tomasza Apostoła w Nowym Mieście Lubawskim – kościół gotycki pochodzący z XIII-XV wieku.

## Historia i architektura
Po 1325 roku zbudowano dwa zachodnie przęsła prezbiterium (pierwotnie zamkniętego prostokątnie). Do 1350 roku zbudowano pseudobazylikowy korpus o niskich ośmiobocznych filarach. Zbudowano także dolną część wieży (pierwotnie z dużym oknem nad portalem) i wieloboczną wieżyczkę przy północnej części fasady. W 2. połowie XIV w. podwyższono nawę główną przez wprowadzenie układu bazylikowego. Wtedy powstały służki z głowicami baldachimowymi i figurką mężczyzny oraz maswerkowe wsporniki sklepienia. Wtedy też powstały sterczynowo-blendowy szczyt nawy oraz miejsca po nie zrealizowanych łukach odporowych. Po 1400 roku przedłużono prezbiterium o trójbocznie zamknięte oskarpowane przęsło, zwieńczone nad zamknięciem attyką z blendami i wimpergami. Po 1460 r. nawa główna została nakryta czteroramiennym sklepieniem gwiaździstym, a także podwyższono wieżę.
Na początku XVII w. dobudowano kaplicę grobową rodu Działyńskich w narożu między nawą południową a prezbiterium.
Od 1971 kościół posiada status bazyliki mniejszej. Leży na Polskim Szlaku Drogi św. Jakuba. W dniu 25 marca 2012 roku erygowano przy bazylice Nowomiejską Kapitułę Kolegiacką – tym samym kościół otrzymał godność kolegiaty.

## Ważniejsze wyposażenie
- tryptyk późnogotycki 1 połowa XVI wieku
- ołtarz główny wykonany około 1630
- nagrobek gotycki Kunona von Liebensteina (zmarłego 1391)
- renesansowy nagrobek Mikołaja Działyńskiego (zmarłego 1604), wojewody chełmińskiego.
- Wielką rzadkością jest chorągiew żałobna Pawła Jana Działyńskiego (zmarłego 1643), wojewody chełmińskiego, ślad po rozpowszechnionym ongiś obyczaju staropolskim (obecnie w renowacji).

## Sanktuarium Matki Bożej Łąkowskiej
W wyniku spalenia kościoła klasztornego w Łąkach Bratiańskich w 1882 r. do kościoła parafialnego w Nowym Mieście została sprowadzona łaskami słynąca figura Matki Boskiej z Dzieciątkiem. Figura Matki Boskiej Łąkowskiej została ukoronowana koronami papieskimi 4 czerwca 1752 za pontyfikatu Benedykta XIV. Koronacji dokonali biskupi Wojciech Stanisław Leski i Fabian Franciszek Pląskowski. Bazylika to również afiliowane w 2004 r. do Papieskiej Bazyliki Matki Bożej Większej w Rzymie sanktuarium Matki Bożej Łąkowskiej.

## Organy
Organy zostały wybudowane przez Bruna Goebela w 1908 roku jako opus 256. Instrument posiada pneumatyczną trakturę gry.
Dyspozycja instrumentu:
| Manuał I                     | Manuał II                          | Pedał            |
| ---------------------------- | ---------------------------------- | ---------------- |
| 1. Bordun 16'                | 1. Salicional 8'                   | 1. Subbas 16'    |
| 2. Hohlflöte 8'              | 2. Vox-cölestis 8'                 | 2. Violon 16'    |
| 3. Gemshorn 8'               | 3. Gedeckt 8'                      | 3. Principal 16' |
| 4. Quintatön 8'              | 4. Conzert-Flöte 8'                | 4. Octavbass 8'  |
| 5. Gamba 8'                  | 5. Geigen-Principal 8'             | 5. Cello 8'      |
| 6. Principal 8'              | 6. Schalmei 8'                     | 6. Posaune 16'   |
| 7. Traversflöte 4'           | 7. Dolce 4'                        |                  |
| 8. Octave 4'                 | 8. Flöte 4'                        |                  |
| 9. Rauschquinte 2 2/3' u. 2' | 9. Progressiv harm. 2 2/3' 2-3 fch |                  |
| 10. Mixtur 4-5 fach          |                                    |                  |
| 11. Trompete 8'              |                                    |                  |

## Dzwony
Na wieży wisi łącznie 5 dzwonów, w tym trzy średniowieczne, z przełomu XV i XVI wieku. W listopadzie 2022 wciągnięto na wieżę kościoła dwa nowe dzwony, odlane w Pracowni dzwonów Jana Felczyńskiego w Przemyślu. Jeden z nowych dzwonów jest poświęcony 270 rocznicy koronacji wizerunku Matki Boskiej Łąkowskiej, a drugi postaci bł. księdza Wincentego Frelichowskiego. 12 listopada 2022 dzwony zostały poświęcone przez biskupa toruńskiego.
Dzwony bazyliki nowomiejskiej charakteryzują się przykładem wybitnego ludwisarstwa. Przy okazji zawieszenia nowych dzwonów firma Rduch Bells & Clocks dzięki wsparciu Ministerstwa Kultury i Dziedzictwa Narodowego wykonała remont całego zestawu dzwonów.
|                   | Imię                             | Waga (kg) | Ton uderzeniowy | Średnica (cm) | Rok odlania | Odlewnia                 |
| ----------------- | -------------------------------- | --------- | --------------- | ------------- | ----------- | ------------------------ |
| Najmniejszy dzwon | św. Jan Chrzciciel               | 143 kg    | d''             | 72 cm         | 1585        | nieznany                 |
| Mały dzwon        | bł. Stefan Wincenty Frelichowski | 290 kg    | c"              | 78 cm         | 2022        | Jan Felczyński, Przemyśl |
| Średni dzwon      | Maria                            | 500 kg    | a'              | 93 cm         | 2022        | Jan Felczyński, Przemyśl |
| Duży dzwon        | św. Florian                      | 870 kg    | f'              | 116 cm        | 1511        | nieznany                 |
| Największy dzwon  | św. Tomasz                       | 1880 kg   | d'              | 145 cm        | 1494        | mistrz Merten            |

## Galeria

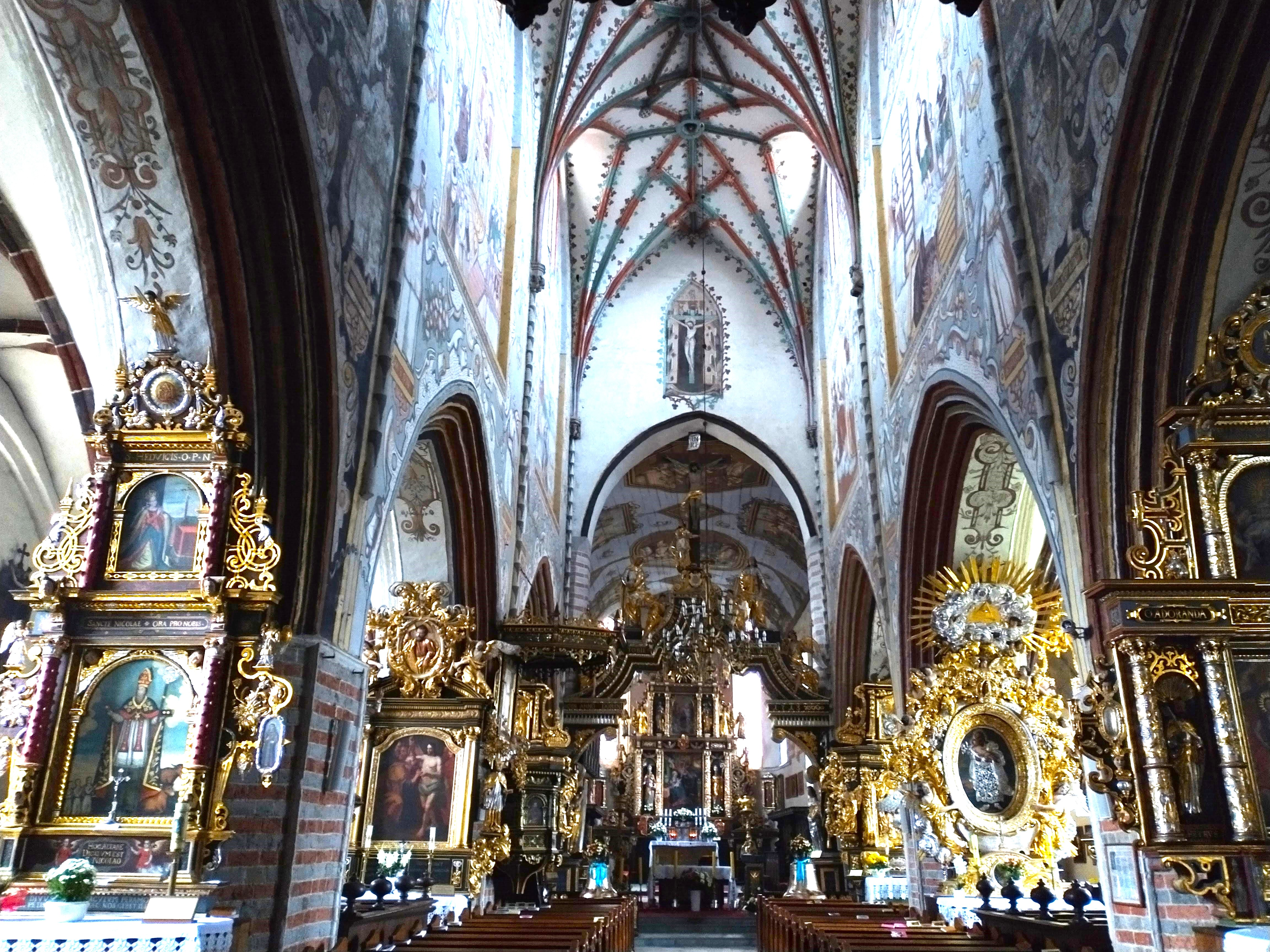
Wnętrze
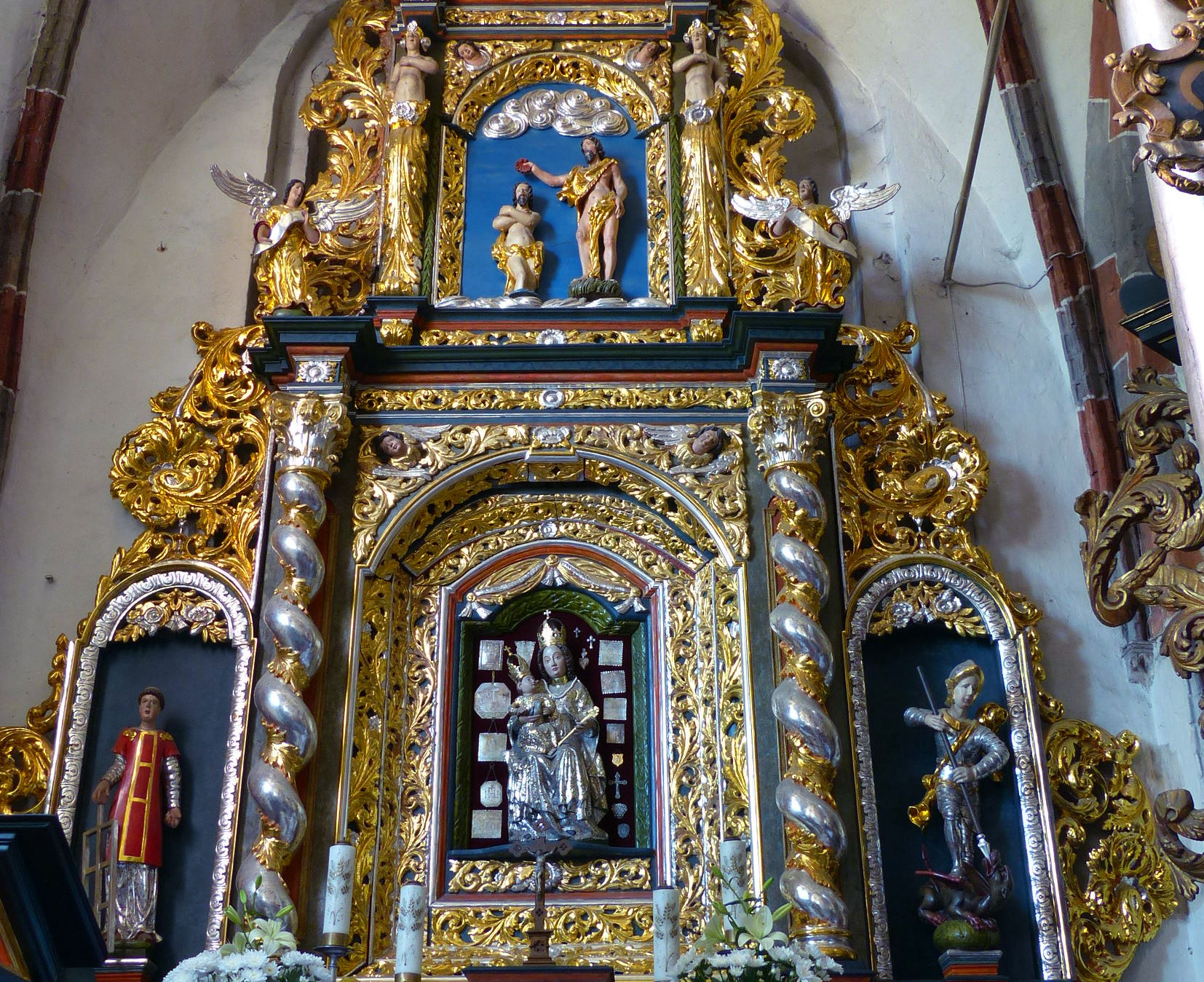
Ołtarz Matki Bożej z 1702
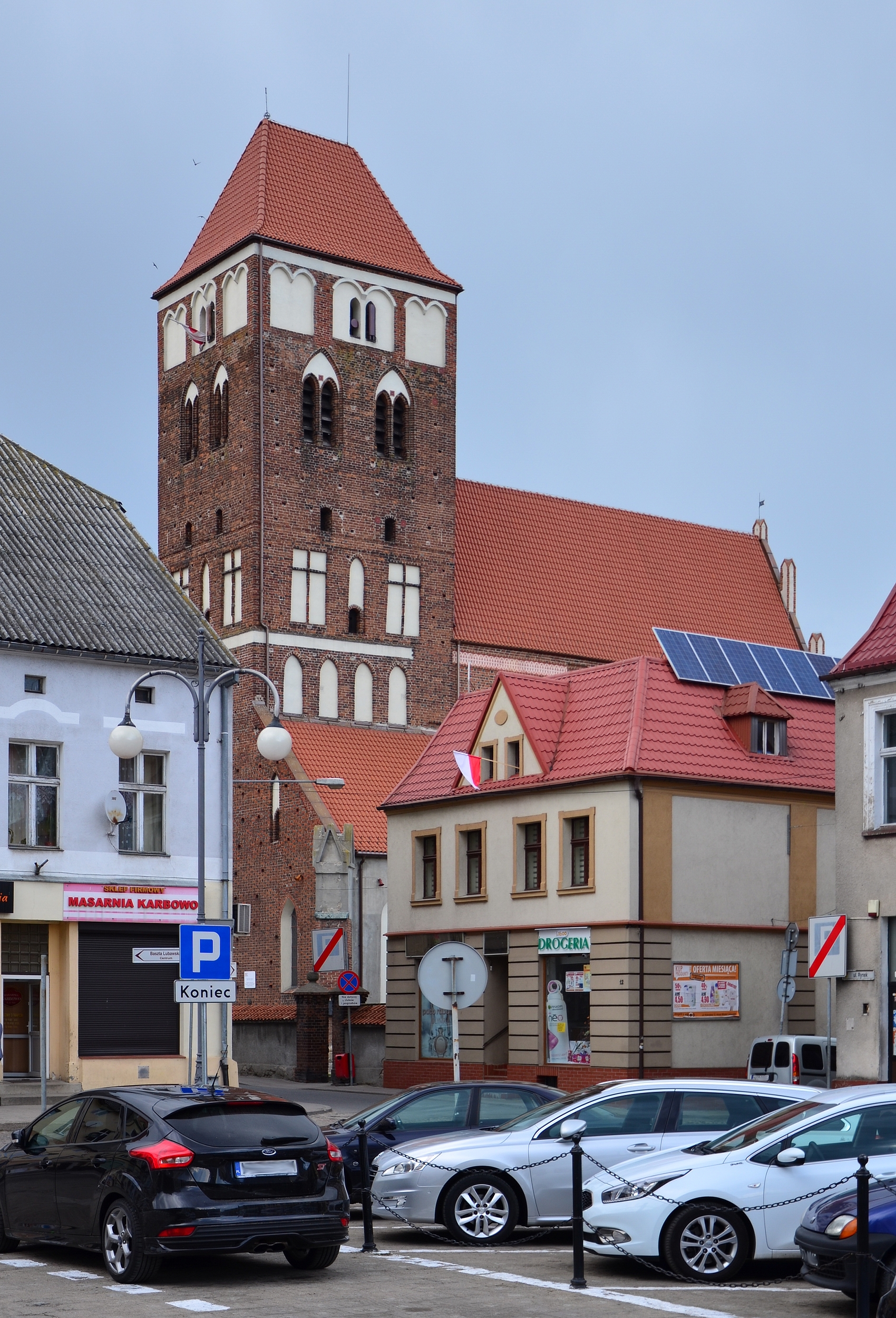
Widok z rynku